# Церква Сурб Арутюн (Ростов-на-Дону)
Церква Сурб Арутюн (Святого Воскресіння, вірм. Սուրբ Հարություն եկեղեցի) — храм в місті Ростов-на-Дону (Росія). Належить до Вірменської апостольської церкви. 
Адреса: Росія, м. Ростов-на-Дону, площа Льва Толстого, буд. 2В

## Історія
У Ростові-на-Дону проживає близько 41 550 (2010 р.) вірмен, що становить 3,4% населення міста. 
Для духовної опіки вірних ВАЦ і в пам'ять про онука В. П. Казаряна — Артурі Карапетяне, загиблого в 2001 році в Ростові-на-Дону була побудована Вірменська Апостольська Церква Сурб Арутюн (Храм Святого Вознесіння). Церква знаходиться на площі Льва Толстого, де колись розташовувався вірменський Кафедральний Собор Сурб Григор Лусаворіч (Святий Григорій Просвітитель), який поряд з вірменськими церквами Нахичевана-на-Дону — Святого Миколая, Святого Успіння, Святого Юрія, Святого Феодора, Святого Вознесіння, Святого Іоанна Предтечі — був зруйнований у роки радянської влади.
Будівництво нової церкви було розпочато у жовтні 2005 року. У 2011 році церква була побудована, її освячення відбулося 29 травня 2011 року Католикосом Гарегіном ІІ-м.
Церква Сурб Арутюн була споруджена на пожертви меценатів благодійників — повноважного представника Генеральної прокуратури РФ у Федеральному зборах РФ Саака Альбертовича Карапетяна та Генерального директора ТОВ «АРДТ-7», кавалера ордена Трудової Слави ІІІ ступеня, голови опікунської ради церкви Володимира Павловича Казаряна. Спочатку передбачалося, що храм носитиме ім'я Святого Григорія Просвітителя (Сурб Григор Лусаворіч).
Будівля храму побудовано в традиціях вірменських культових споруд. Висота храму з куполом становить близько 40 метрів. Будинок розрахований на одночасне відвідування близько 300 парафіян.
Зовні і усередині церкви проведена обробка рожевим туфом, який спеціально привезли з Вірменії. Вівтар і купіль були зроблені місцевими майстрами з білого мармуру з прикрасами багатошарової різьбленням. Внутрішня поверхня храму не розписана. Приміщення висвітлює велика люстра. Будівлю вінчає позолочений хрест.
Перед будівлею церкви по обидві сторони від вхідних дверей встановлені два каменю хачкара. Хачкари виконані з рожевого туфу і встановлені на честь дружби російського та вірменського народів. 
Перед храмом облаштована алея з вічнозеленими деревами туями і лавками. Територія храму з трьох боків обгороджена ажурною металевою решіткою.
Першим старостою храму на засіданні церковно-парафіяльної ради обирався Гарбік Миколайович Хачатурян.